# Populus nigra
Populus nigra, também conhecida popularmente como álamo, álamo-negro, choupo negro, entre outros, é uma espécie de choupo pertencente a família das salicaceae. É nativa da Europa, sudoeste e centro da Ásia e noroeste da África.
É muito parecido com o choupo-branco, distinguindo-se por ter folhas menos claras na página inferior e mais arredondadas. A sua madeira é leve, macia, branca e de pouca durabilidade, empregando-se no fabrico de fósforos, colheres de pau e caixas.
É uma árvore que cresce rapidamente, apresenta pouca resistência à poluição e exige poucos cuidados.
Nas cidades é muito utilizado porque o seu crescimento em altura permite complementar a forma dos prédios.